# غاري جي. شميت
غاري جي. شميت هو سياسي أمريكي، ولد في 26 يناير 1947. نشط حزبياً في الحزب الجمهوري. وقد انتخب عضو جمعية ولاية ويسكونسن ‏.